# AION (自動車)
AION（アイオン、埃安）は、中国の自動車メーカーである広州汽車集団（GAC）が展開する電気自動車（EV）ブランドである。2018年11月に設立された。 

## 概要
AIONは、広州汽車集団の新エネルギー車（NEV）分野の中核を担っており、セダンやSUVなど複数のEVモデルを開発・製造・販売している。
2018年に広州汽車集団の電気自動車部門である広汽新能源傘下のブランドとして発表され、2018年11月に広州国際モーターショーで初のモデルであるAION Sを公開した。
2020年11月、広汽新能源から広州汽車集団へブランドを移管すると発表した。
2021年7月、中国の大手通信機器メーカーであるファーウェイと戦略的協力協定を結び、レベル4自動運転に対応する中大型SUVを共同開発し2023年にリリースする予定であることを発表した。
2022年9月、高級ブランド「Hyper（簡体字:昊铂、拼音:Hàobó）」とブランド最初のモデル「Hyper SSR」を発表。2024年8月5日、ブランドの英語名を「Hyptec」に変更すると発表した。
2023年の中国国内の新エネルギー車販売台数では比亜迪（BYD）、米テスラに次ぐ3位となった。

## 海外市場での展開
2023年9月、「Aion Y Plus」をタイで発売し、タイ市場に参入した。2024年7月17日、タイ東部ラヨーン県のアマタシティ・ラヨーン工業団地内で電気自動車の組立工場を開所。2024年時点で「Y Plus」「ES」「SSR」「HT」を販売している。
2023年11月、メキシコ市場に参入することを発表。2024年9月13日、「AION Y」「AION ES」を発表した。
2024年1月、香港市場に参入。
2024年4月、インドネシア市場に参入。現地の大手自動車グループのインドモービル・グループと戦略的協力協定を締結している。
2024年5月、マレーシア市場に「AION Y Plus」を導入した。

## 車種

### アイオンブランドで販売中の車種(2024年時点)

#### セダン

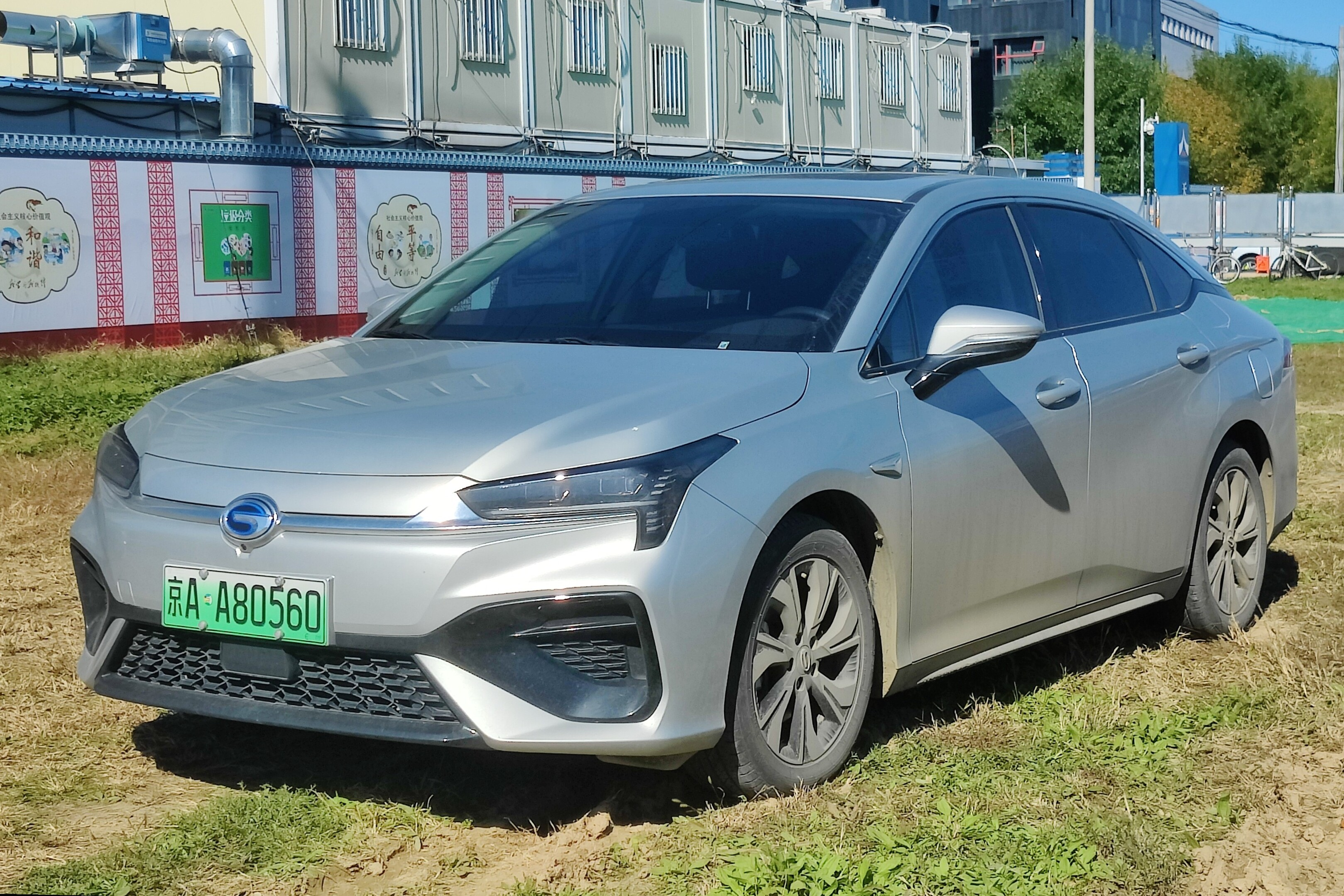
AION S
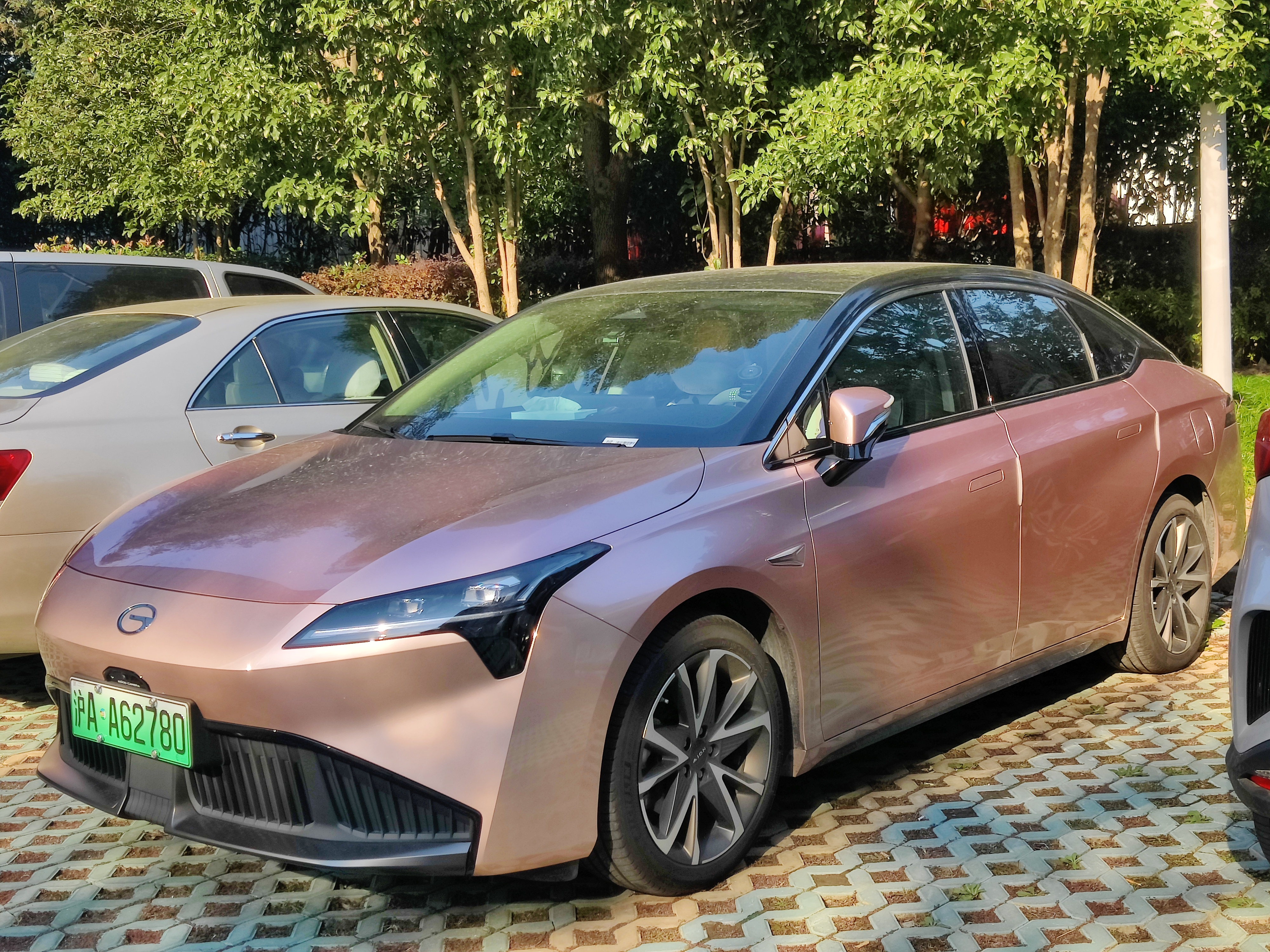
AION S Plus[注 1]
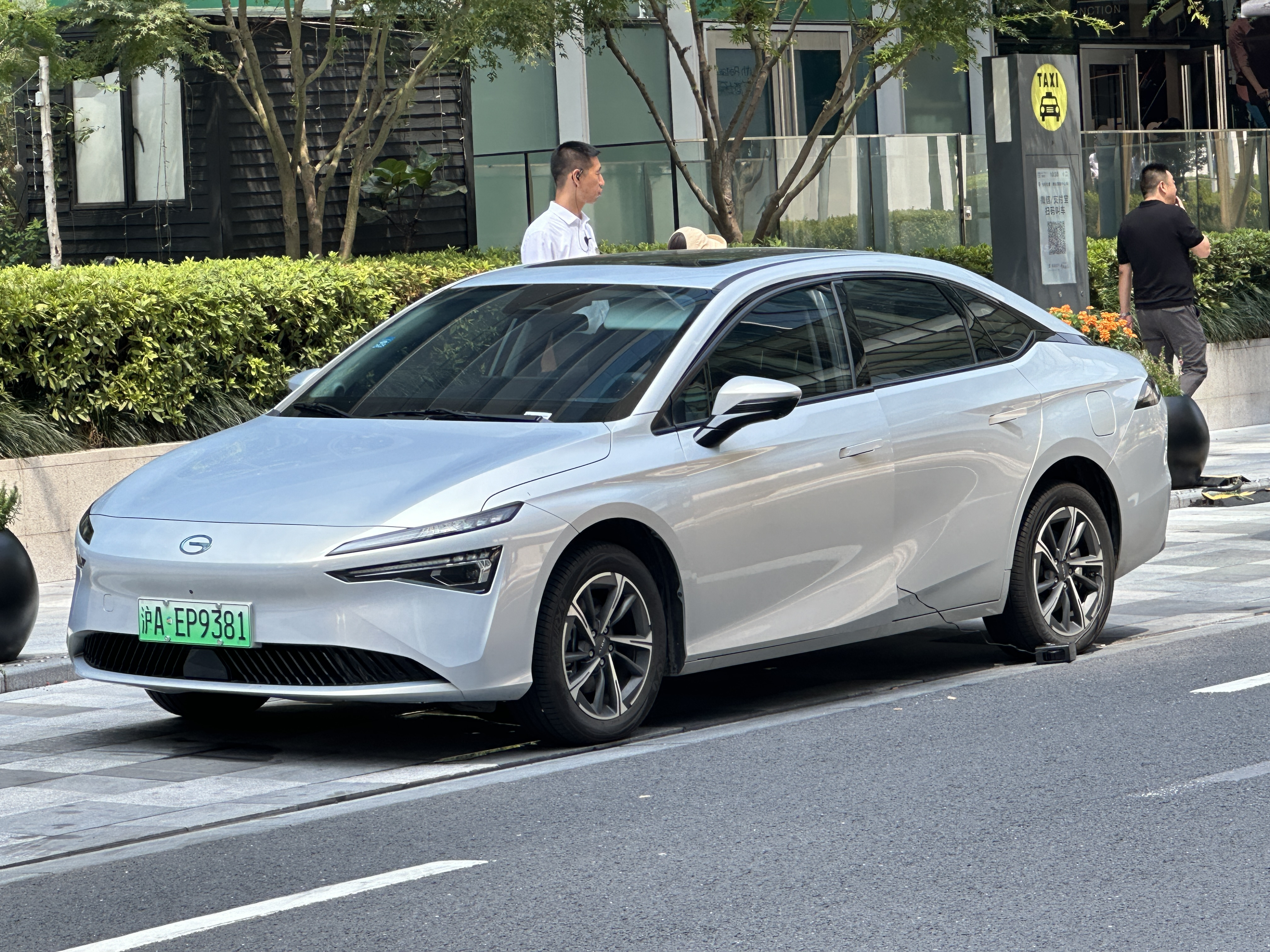
AION S MAX

- AION S
- AION S Plus
- AION S MAX

#### SUV
- AION V / V Plus（英語版）
- AION LX Plus（英語版）
- AION Y Plus（英語版）

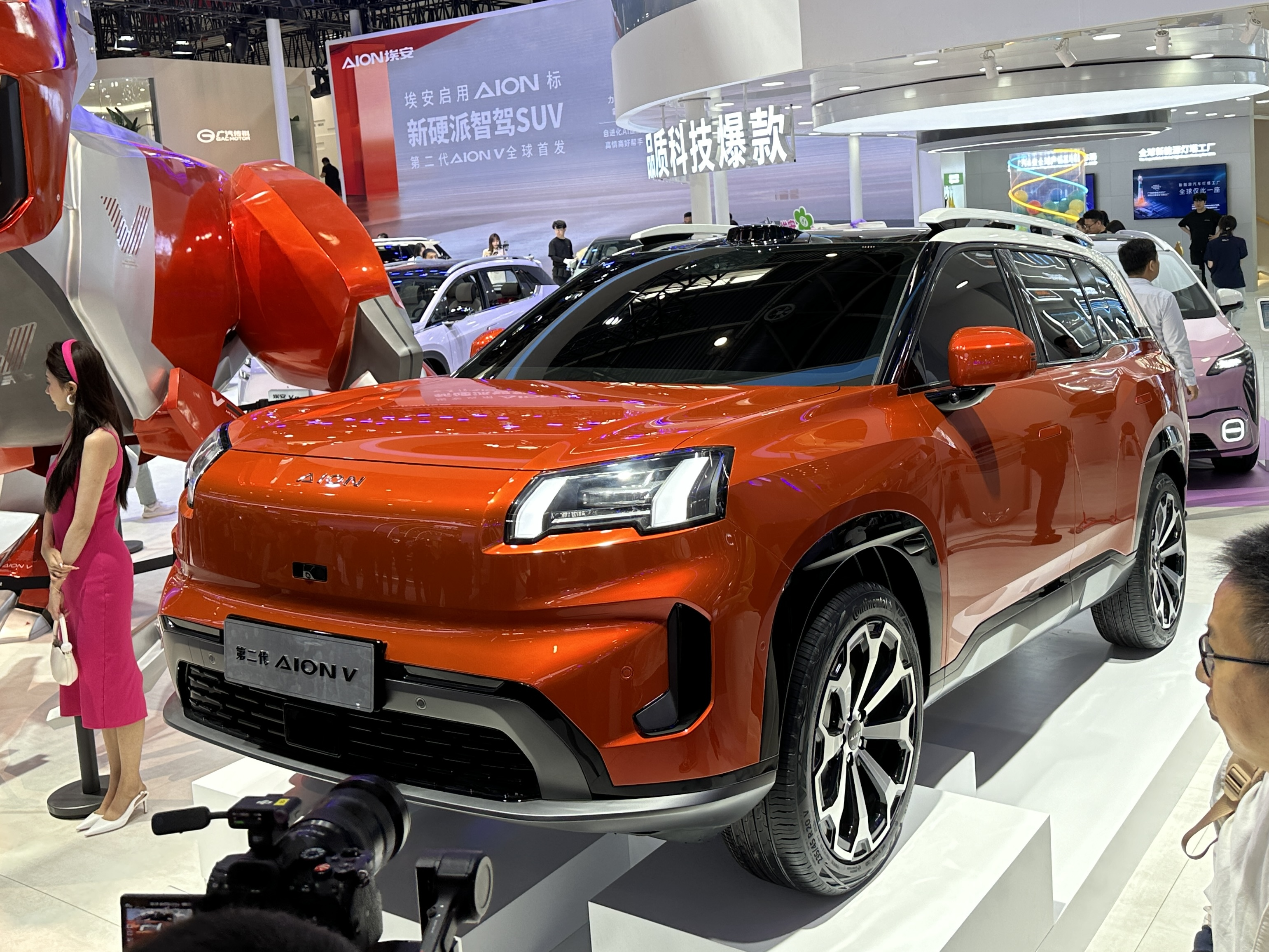
AION V（2代目）
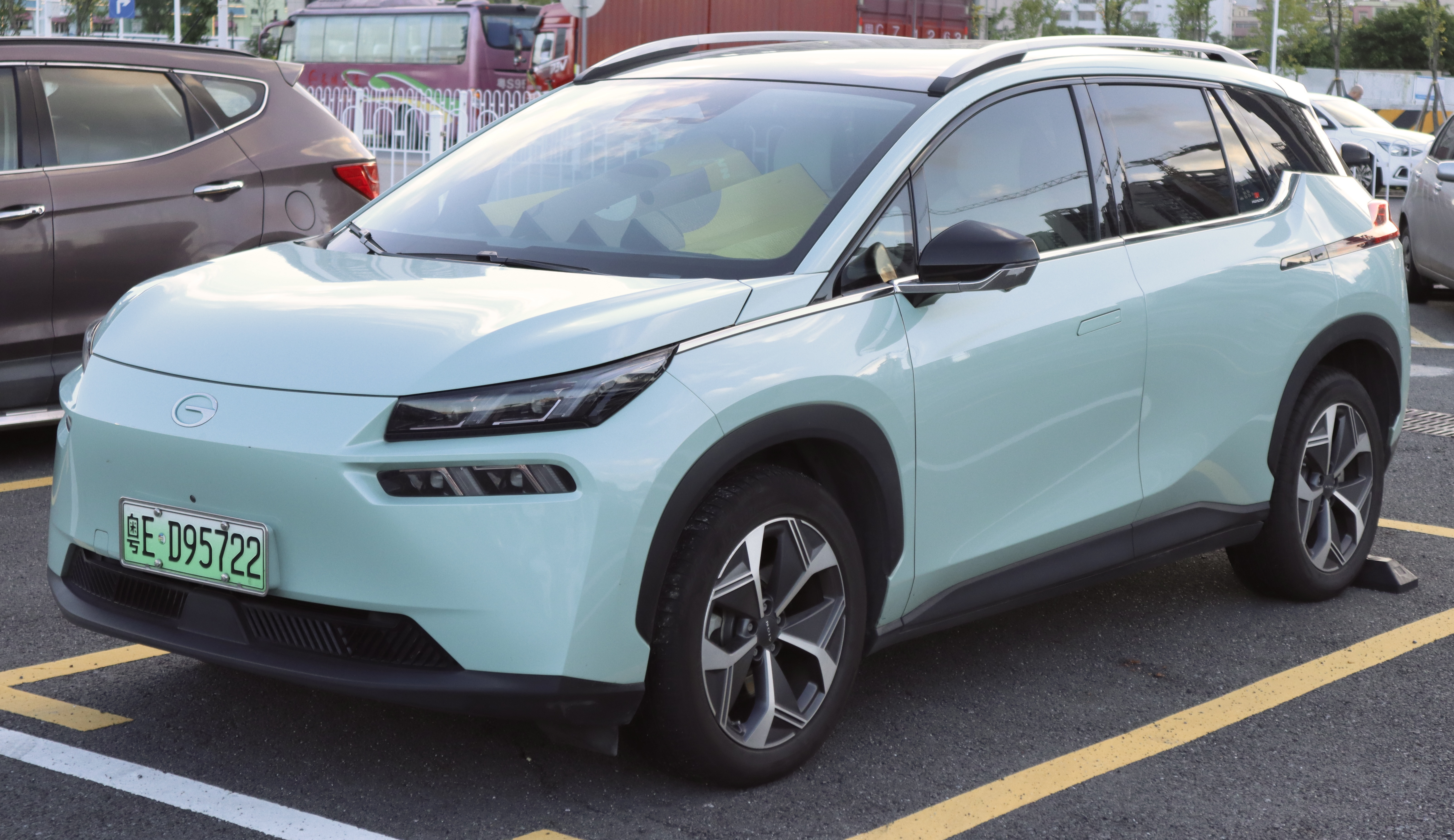
AION V Plus
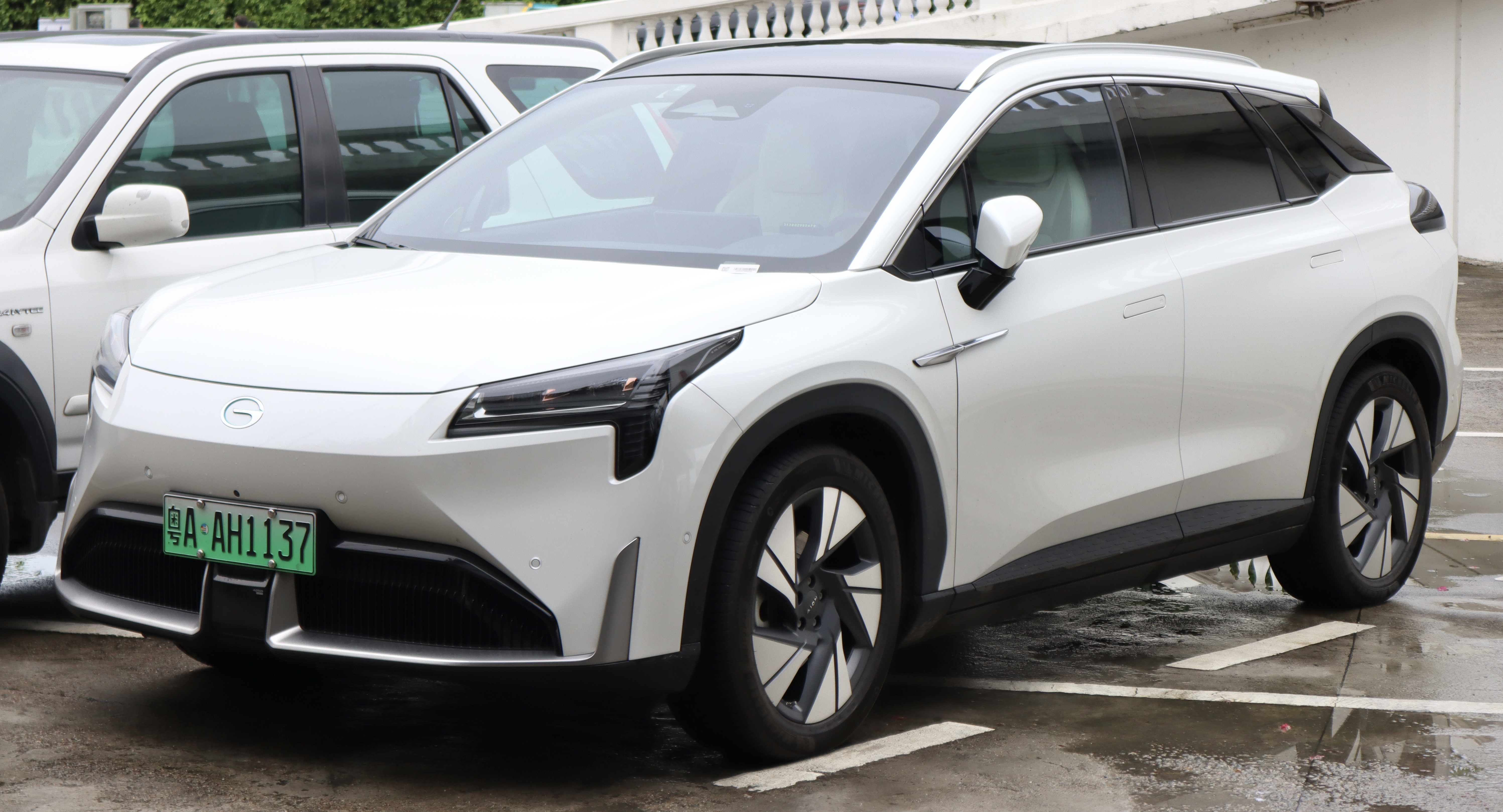
AION LX Plus
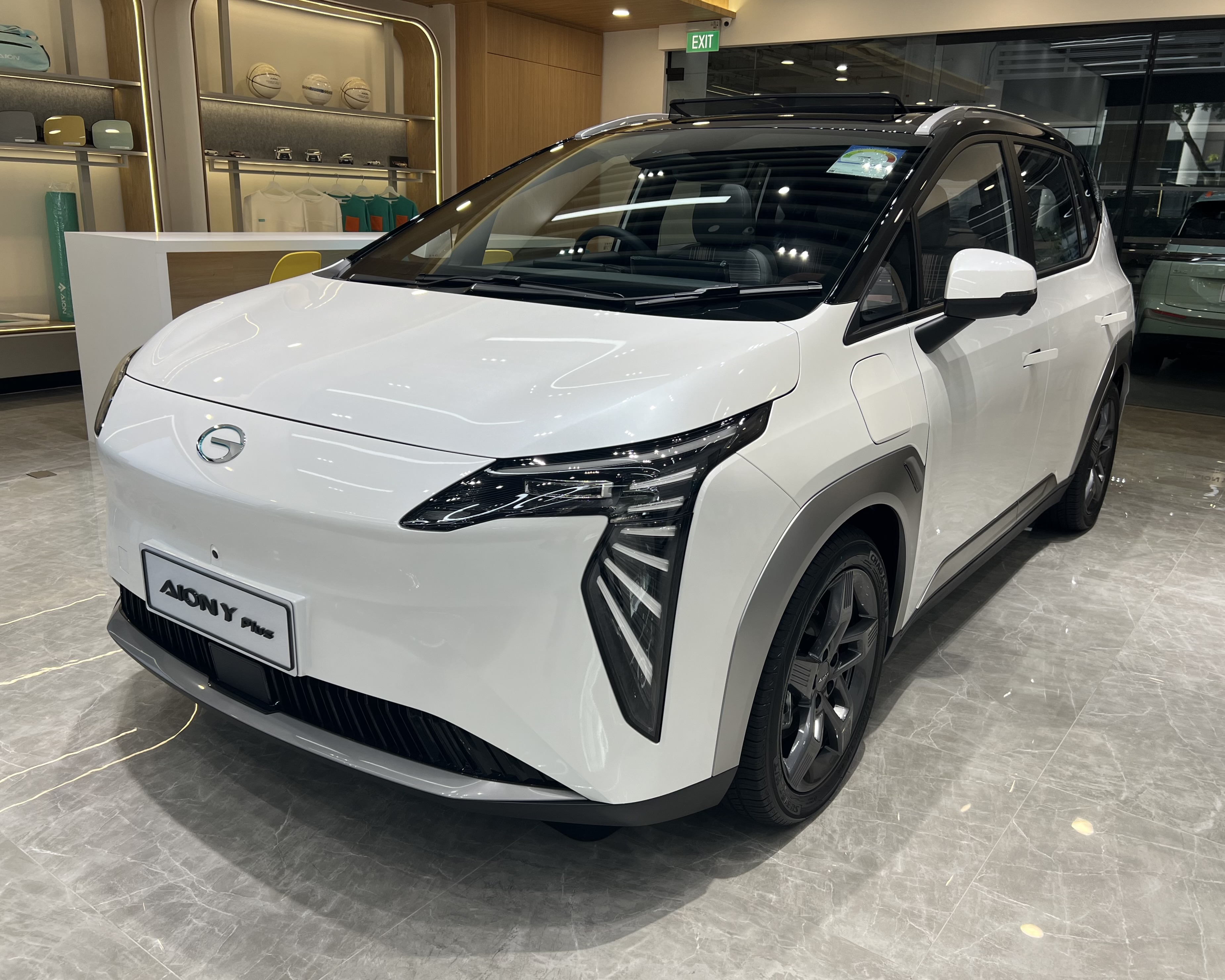
AION Y Plus

### Hyptecブランドで販売中の車種(2024年時点)

#### セダン
- Hyptec GT（英語版）

#### SUV
- Hyptec HT（英語版）

#### スポーツカー
- Hyptec SSR（英語版）

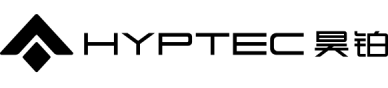
ブランドロゴ
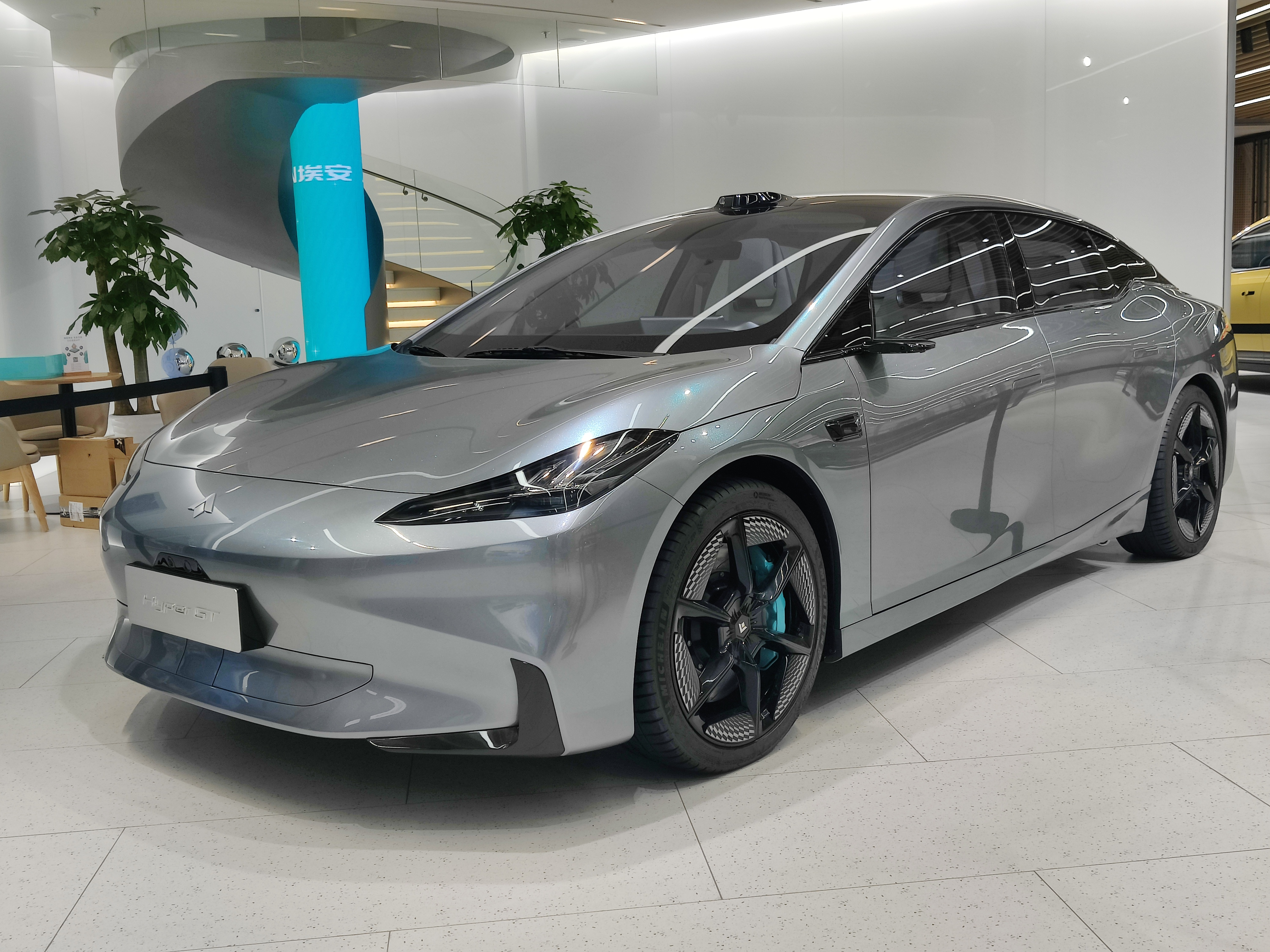
Hyptec GT
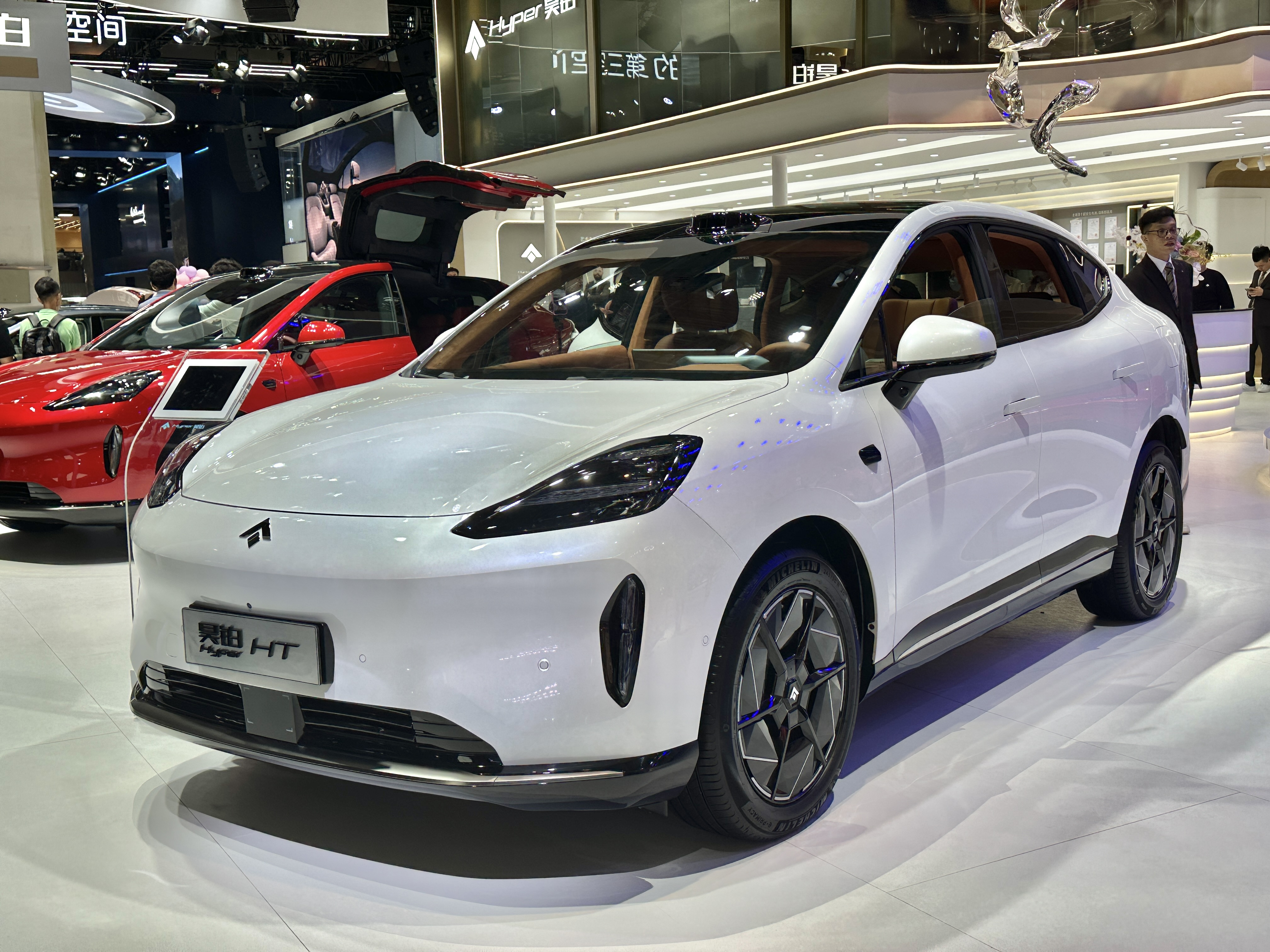
Hyptec HT
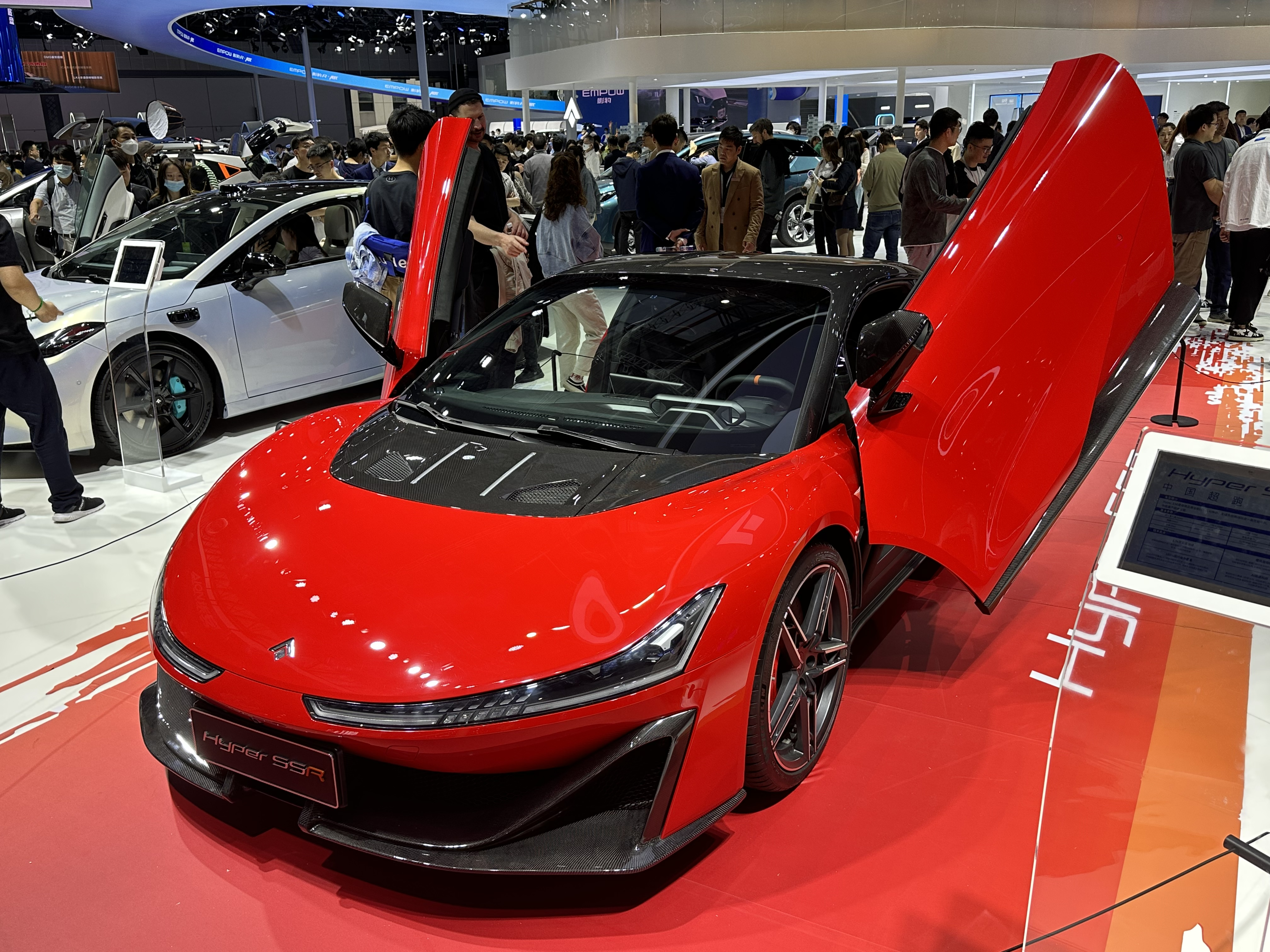
Hyptec SSR

## Hycan
2018年4月18日、広州汽車集団、広汽新能源（現AION）、蔚来汽車などが合弁会社「広汽蔚来新能源科技有限公司」を設立。2019年5月20日には新ブランド「Hycan（簡体字:合创汽车）」を正式に発表。
2021年初頭、広東珠江投資管理集団（Guangdong Zhujiang Investment Management Group）が株式の68.56%を取得し筆頭株主に、 AIONが20.54%、広州汽車集団と蔚来汽車がそれぞれ4.46%の株式を保有し、残りは創業チームの代表が保有することとなった。同年4月には社名を「合創汽車科技有限公司（簡体字：合创汽车科技有限公司）」に変更。2022年8月、蔚来汽車が合創汽車から撤退した。